# Richard H. Popkin
Richard Henry Popkin (* 27. Dezember 1923 in New York City; † 14. April 2005 in Los Angeles) war ein amerikanischer Philosophiehistoriker. Er war auf den Skeptizismus, die Aufklärung und auf moderne jüdische Philosophen spezialisiert. Sein Standardwerk The History of Scepticism from Erasmus to Descartes (1960) wies die Bedeutung des skeptischen Pyrrhonismus neben der von Metaphysik und christlicher Theologie geprägten europäischen Philosophie nach. In späteren Werken analysierte er den jüdischen und christlichen Millenarismus and Messianismus der frühen Neuzeit.

## Leben
Richard Popkin wurde in Manhattan geboren. Er wuchs in einer säkularisierten, jüdischen Familie auf. Seine Eltern Louis und Zelda Popkin betrieben eine Agentur für Öffentlichkeitsarbeit. Sie interessierten und engagierten sich für die unterschiedlichsten nicht-religiösen jüdischen Angelegenheiten. Unter anderem informierten sie über die Hitler-Diktatur und setzten sich für Pläne zur Emigration von Juden ein. Sie unterstützten Reformen der Regierung und auch kommunistische Initiativen. Zelda Popkin veröffentlichte zuerst Artikel, später dann auch Detektivgeschichten und Romane. Der Vater war – neben seinem Engagement für jüdische Belange – auch als Wahlkampfmanager aktiv. Popkin nannte ihn das 'Zentrum' des Familienlebens.
Richard Popkin schloss sein Studium an der New Yorker Columbia University mit Bachelor und Ph. D. ab (1950). Er unterrichtete an verschiedenen Universitäten, an der University of Connecticut, an der Universität von Iowa, er war der Dekan der philosophischen Fakultät der University of California in San Diego (Herbert Marcuse lehrte damals dort). Danach war Popkin an der Washington University in St. Louis und an der University of California in Los Angeles. Popkin war Gastprofessor in Berkeley, an Brandeis University, Duke University, Emory University, Tel Aviv University, und Distinguished Professor der City University of New York. 
Popkin begründete (mit Paul Dibon) und leitete die Reihe International Archives of the History of Ideas und er war der erste Herausgeber des Journal of the History of Philosophy. Unter seinen Ehrungen ist die Nicholas Murray Butler Medal der Columbia University. Er war seit 1996 ein Mitglied der American Academy of Arts and Sciences. Richard Popkin verbrachte seinen Lebensabend in Pacific Palisades.

## Familie
Popkin wurde von seiner Frau Juliet (geb. Greenstone), mit der er seit 1944 verheiratet war und von zweien ihrer drei Kinder, Jeremy Popkin (* 1948) und Susan Popkin (* 1961) überlebt. Die Tochter Margaret Popkin (* 1950), eine Bürgerrechtsanwältin (sie engagierte sich in El Salvador in der Zeit der blutigen Auseinandersetzungen in den 1980er Jahren) war auch 2005 gestorben.

## Schriften (Auswahl)
Richard H. Popkin wurde jenseits des Faches durch seine Stellungnahmen zum Bericht der Warren-Kommission über das Kennedy-Attentat bekannt. Er veröffentlichte Stellungnahmen in der New York Review of Books und das Buch The Second Oswald (1966), das die Existenz mehr als einen Attentäters vermutete.
Werke
- The History of Scepticism from Erasmus to Descartes. Assen, 1960. Verschiedene, erweiterte Naeuausgaben. Zuletzt als: The History of Scepticism from Savonarola to Bayle. 2003, ISBN 0-19-510768-3.
- The High Road to Pyrrhonism. Austin Hill, San Diego, CA, 1980. Aufsätze.
- Isaac la Peyrère (1596–1676): His Life, Work and Influence. E. J. Brill, Leiden, Niederlande. 1987.
- The Third Force in Seventeenth-Century Thought. E. J. Brill, Leiden 1992. 22 Aufsätze, darin: Hume's Racism Reconsidered, S. 64–75.
- Spinoza. Oxford, 2004.
- Disputing Christianity; The 400-Year-Old Debate Over Rabbi Isac Ben Abraham Troki's Classic Arguments. Prometheus, Amherst, 2007. Dieses Buch wurde von seinem Sohn Jeremy Popkin vervollständigt herausgegeben.
- Mit allen Makeln; Erinnerungen eines Philosophiehistorikers. Meiner, Hamburg, 2008. 2 autobiographische Aufsätze und eine philosophiegeschichtliche Arbeit Popkins. Bibliographie.
- mit Avrum Stroll: Philosophy Made Simple. Doubleday, New York 1956, ISBN 0-385-42533-3

Herausgabe
- mit Craig Brush Pierre Bayle's Historical and Cultural Dictionary. 1965. Übersetzt und herausgegeben von R. H. Popkin.
- mit Charles B. Schmitt: Scepticism from the Renaissance to the Enlightenment. Harowitz, Wiesbaden 1987.
- Millenarianism and Messianism in English Literature and Thought, 1650–1800. E. J. Brill, Leiden 1988.
- mit Y. Kaplan und H. Méchoulan: Menasseh ben Israel and his World. E. J. Brill, Leiden 1989.
- mit Arjo Vanderjagt: Scepticism and Irreligion in the Seventeenth and Eighteenth Centuries. E. J. Brill, Leiden 1993.
- Scepticism in the History of Philosophy; A Pan-American Dialogue. Kluwer, Dordrecht, 1996.
- The Columbia History of Western Philosophy. Columbia University Press, 1999, ISBN 0-231-10128-7
- mit David S. Katz: Messianic Revolution: Radical Religious Politics to the End of the Second Millennium. Hill & Wang, 2000.
- mit verschiedenen Herausgebern: Millenarianism and Messianism in Early Modern European Culture. Kluwer, Dordrecht, Niederlande, 2001. 
  - Band I, mit Matt Goldish: Jewish Messianism in the Early Modern World.
  - Band II, Karl A. Kottman (Hrsg.): Catholic Millenarianism; From Savonarola to the Abbé Grégoire.
  - Band III, mit James E. Force: The Millenarian Turn; Millenarian Contexts of Science, Politics, the Everyday Anglo-American Life in the Seventeenth and Eighteenth Centuries.
  - Band IV, mit John Christian Laursen: Continental Millenarians; Protestants, Catholics, Heretics.

Festschriften
- Richard A. Watson, James E. Force (Hrsg.): The Sceptical Force in Modern Philosophy. Nijhoff, 1988. Mit : R. H. Popkin: Intellectual Autobiography; Warts and All.
- James E. Force und David S. Katz (Hrsg.): Everything Connects: In Conference with Richard H. Popkin. E. J. Brill, Leiden 1999.
- Jeremy Popkin (Hrsg.): The Legacies of Richard H. Popkin. Springer, Dordrecht, Niederlande 2009.